# Tamatsu Maru
„Tamatsu Maru” – japoński okręt desantowy z czasów II wojny światowej.
W czasie wojny na Pacyfiku pełnił służbę konwojową. 19 sierpnia 1944 roku, płynąc w konwoju HI-71 do Manili, został zatopiony na Morzu Południowochińskim przez amerykański okręt podwodny USS „Spadefish”. Wraz z okrętem zginęło 4890 japońskich żołnierzy i członków załogi.

## Dane techniczne
Był okrętem desantowym o długości 139,93 metrów, szerokości 19 metrów i zanurzeniu 7 metrów. Jego pojemność wynosiła 11 910 BRT .
Napęd zapewniały silniki dieslowskie o mocy 10 800 HP. Okręt osiągał prędkość 20,8 węzłów .
Był uzbrojony w sześć dział przeciwlotniczych kal. 75 mm i 20 karabinów maszynowych kal. 13,2 mm. Mógł przewieźć 20 barek desantowych typu Daihatsu .

## Historia

### Przebieg służby
Budowę jednostki rozpoczęto 4 listopada 1942 roku w stoczni Mitsui Shipbuilding & Engineering Company w Tamano. Początkowo planowano, iż będzie pełnić rolę statku transportowego, jednakże jeszcze na pochylni została zarekwirowana przez Cesarską Armię Japońską. Wodowanie miało miejsce 18 sierpnia 1943 roku; wtedy też jednostce nadano nazwę „Tamatsu Maru”. W charakterze okrętu desantowego oddano ją do służby 20 stycznia 1944 roku .
Wiosną i latem 1944 roku „Tamatsu Maru” pływał w konwojach między Wyspami Japońskimi a Filipinami .

### Zatopienie
10 sierpnia 1944 roku „Tamatsu Maru” wypłynął z Imari w konwoju HI-71. Rejs odbywał się w ramach operacji „Sho”, której celem było wzmocnienie japońskich sił na Filipinach. Na „Tamatsu Maru” zaokrętowano: dowództwo i 2. batalion 13. pułku piechoty, służby łączności 26. Dywizji Piechoty, 4 działa kal. 100 mm z 22. pułku ciężkiej artylerii polowej, ciężki moździerz kal. 300 mm z 4. samodzielnego batalionu artylerii ciężkiej, 12 dział ppanc. kal. 47 mm i 480 żołnierzy z 19. samodzielnego batalionu artylerii, a także różne mniejsze jednostki dowodzenia, łączności lub lotniczej obsługi naziemnej .
15 sierpnia konwój zawinął do portu Mako na Peskadorach, skąd dwa dni później wyruszył w rejs do Manili. W nocy z 18 na 19 sierpnia konwój był atakowany przez amerykańskie okręty podwodne, które zatopiły szereg statków i okrętów, w tym lotniskowiec eskortowy „Taiyō”. Konwój uległ częściowemu rozproszeniu .
19 sierpnia o godzinie 03:33 nad ranem okręt podwodny USS „Spadefish” wystrzelił w kierunku „Tamatsu Maru” salwę sześciu torped Mark 23. Japońska jednostka, trafiona dwiema torpedami, przewróciła się do góry dnem i zatonęła na pozycji 17°34′N 119°24′E/17,566667 119,400000. Wraz z okrętem zginęło 135 członków załogi oraz 4755 japońskich żołnierzy  . Pod względem liczby ofiar była to czwarta co do wielkości katastrofa japońskiej jednostki pływającej w czasie II wojny światowej .
Ocalałe jednostki konwoju, które dotarły na miejsce katastrofy, odnalazły ponad 2 tys. zwłok, które unosiły się na falach wśród szczątków okrętu  . Yang Tien-fu, Tajwańczyk, który w czasie wojny służył w japońskiej marynarce, wspominał: 

Morze było usłane zwłokami moich towarzyszy. Widziałem japońskich żołnierzy, którzy tonęli, trzymając karabiny i krzycząc „Niech żyje Cesarz!”. Koreańscy żołnierze krzyczeli eomeoni („matko!”). To był straszny widok, którego nigdy nie zapomnę.

Na wszystkich zatopionych okrętach i statkach, które płynęły w konwoju H-71, zginęło łącznie około 8,5 tys. marynarzy i pasażerów .